# فرودگاه بورژ
فرودگاه بورژ (به انگلیسی: Bourges Airport) (به زبان بومی: Aéroport de Bourges) یک فرودگاه همگانی با کد یاتا BOU است که یک باند فرود آسفالت دارد و طول باند آن ۱۵۵۰ متر است. این فرودگاه در شهر بورژ کشور فرانسه قرار دارد و در ارتفاع ۱۶۱ متری از سطح دریا واقع شده‌است.